# 沃恩島
沃恩島（英語：Vaughan Island）是南極洲的島嶼，位於南喬治亞群島，屬於威利斯群島的一部分，由英國南極名稱諮詢委員會命名，由英國海外領土管轄。